# Oscar/Bestes Szenenbild
Mit dem Oscar für das beste Szenenbild werden die Szenenbildner eines Films geehrt. Diese Kategorie existiert seit 1928 und heißt im Original „Best Art Direction“. Sie hätte eigentlich nach 1939 (erstmalige Betitelung von William Cameron Menzies zum „Production Designer“ für Vom Winde verweht) umbenannt werden sollen. Von 1940 bis 1967 wurden die Oscars für Schwarzweiß- und Farbfilm getrennt vergeben.
| Statistik                                                     | Statistik                          |
| ------------------------------------------------------------- | ---------------------------------- |
| Am häufigsten honorierte/r Szenenbildner/in                   | Cedric Gibbons (11 Oscars)         |
| Am häufigsten nominierte/r Szenenbildner/in                   | Cedric Gibbons (39 Nominierungen)  |
| Am häufigsten nominierte/r Szenenbildner/in ohne Auszeichnung | Roland Anderson (15 Nominierungen) |

In unten stehender Tabelle sind die Preisträger nach dem Jahr der Verleihung gelistet.

## 1929–1930
| Jahr         | Preisträger             | für den Film                | Nominierungen |
| ------------ | ----------------------- | --------------------------- | --- |
| 1929         | William Cameron Menzies | The Dove                    | Rochus Gliese für Sonnenaufgang – Lied von zwei Menschen Harry Oliver für Das Glück in der Mansarde                                                                         |
| 1929         | William Cameron Menzies | Wetterleuchten              | Rochus Gliese für Sonnenaufgang – Lied von zwei Menschen Harry Oliver für Das Glück in der Mansarde                                                                         |
| 1930 (April) | Cedric Gibbons          | Die Brücke von San Luis Rey | Hans Dreier für Der Patriot Mitchell Leisen für Dynamit William Cameron Menzies für Alibi William Cameron Menzies für Die Fahrt ins Feuer Harry Oliver für Engel der Straße |
| 1930 (Nov.)  | Herman Rosse            | Der Jazzkönig               | Hans Dreier für Liebesparade Hans Dreier für Der König der Vagabunden William Cameron Menzies für Bulldog Drummond Jack Okey für Cilly                                      |

## 1931–1940
| Jahr | Preisträger                 | für den Film                       | Nominierungen |
| ---- | --------------------------- | ---------------------------------- | --- |
| 1931 | Max Rée                     | Pioniere des wilden Westens        | Richard Day für Whoopee! Hans Dreier für Marokko Stephen Goosson und Ralph Hammeras für Just Imagine Anton Grot für Svengali |
| 1932 | Gordon Wiles                | Transatlantic                      | Richard Day für Arrowsmith Lazare Meerson für Es lebe die Freiheit |
| 1933 | keine Oscarverleihung       | keine Oscarverleihung              | keine Oscarverleihung |
| 1934 | William S. Darling          | Kavalkade                          | Hans Dreier und Roland Anderson für In einem anderen Land Cedric Gibbons für When Ladies Meet |
| 1935 | Cedric Gibbons Fredric Hope | Die lustige Witwe                  | Richard Day für Alles liebt, alles lügt Van Nest Polglase und Carroll Clark für Scheidung auf amerikanisch |
| 1936 | Richard Day                 | Der Weg im Dunkel                  | Carroll Clark und Van Nest Polglase für Ich tanz’ mich in dein Herz hinein Hans Dreier und Roland Anderson für Bengali |
| 1937 | Richard Day                 | Zeit der Liebe, Zeit des Abschieds | Albert S. D’Agostino und Jack Otterson für The Magnificent Brute William S. Darling für Signale nach London Perry Ferguson für Winterset Cedric Gibbons, Eddie Imazu und Edwin B. Willis für Der große Ziegfeld Cedric Gibbons, Fredric Hope und Edwin B. Willis für Romeo und Julia Anton Grot für Ein rastloses Leben |
| 1938 | Stephen Goosson             | In den Fesseln von Shangri-La      | Carroll Clark für Ein Fräulein in Nöten William S. Darling und David S. Hall für Rekrut Willie Winkie Richard Day für Sackgasse Hans Dreier und Roland Anderson für Schiffbruch der Seelen Cedric Gibbons und William A. Horning für Maria Walewska Anton Grot für Das Leben des Emile Zola Wiard Ihnen für Jeder Tag ein Feiertag John Victor Mackay für Manhattan Merry-Go-Round Jack Otterson für Täglich ausverkauft! Alexander Toluboff für Für Sie, Madame … Lyle R. Wheeler für Der Gefangene von Zenda                |
| 1939 | Carl Jules Weyl             | Robin Hood – König der Vagabunden  | Richard Day für The Goldwyn Follies Hans Dreier und John B. Goodman für Wenn ich König wär Cedric Gibbons für Marie-Antoinette Stephen Goosson und Lionel Banks für Die Schwester der Braut Charles D. Hall für Wie leben wir doch glücklich! Bernard Herzbrun und Boris Leven für Alexander’s Ragtime Band Jack Otterson für Mad About Music Van Nest Polglase für Sorgenfrei durch Dr. Flagg – Carefree Alexander Toluboff für Algiers Lyle R. Wheeler für Toms Abenteuer                                                   |
| 1940 | Lyle R. Wheeler             | Vom Winde verweht                  | Lionel Banks für Mr. Smith geht nach Washington James Basevi für Sturmhöhe William S. Darling und George Dudley für Nacht über Indien Hans Dreier und Robert Odell für Drei Fremdenlegionäre Cedric Gibbons und William A. Horning für Der Zauberer von Oz Anton Grot für Günstling einer Königin Charles D. Hall für Kettensträfling in Australien John Victor Mackay für Rache für Alamo Jack Otterson und Martin Obzina für First Love Van Nest Polglase und Alfred Herman für Ruhelose Liebe Alexander Toluboff für Ringo |

## 1941–1950
| Jahr | Preisträger                                                                   | für den Film                | Nominierungen |
| ---- | ----------------------------------------------------------------------------- | --------------------------- | --- |
| 1941 | Schwarzweiß: Cedric Gibbons Paul Groesse                                      | Stolz und Vorurteil         | Lionel Banks und Robert Peterson für Arizona James Basevi für Der Westerner Richard Day und Joseph C. Wright für Lillian Russell Hans Dreier und Robert Usher für Arise, My Love Alexander Golitzen für Der Auslandskorrespondent Anton Grot für Der Herr der sieben Meere John Victor Mackay für Schwarzes Kommando John Otterson für The Boys from Syracuse Van Nest Polglase und Mark-Lee Kirk für Meine Lieblingsfrau Lewis J. Rachmil für Unsere kleine Stadt John DuCasse Schulze für Die Irrwege des Oliver Essex Lyle R. Wheeler für Rebecca |
| 1941 | Farbe: Vincent Korda                                                          | Der Dieb von Bagdad         | Richard Day und Joseph C. Wright für Galopp ins Glück Hans Dreier und Roland Anderson für Die scharlachroten Reiter Cedric Gibbons und John S. Detlie für Bitter Sweet |
| 1942 | Schwarzweiß: Richard Day Nathan Juran Thomas Little                           | Schlagende Wetter           | Lionel Banks und George Montgomery für Das Geheimnis der drei Schwestern Hans Dreier, Robert Usher und Sam Comer für Das goldene Tor Perry Ferguson, Van Nest Polglase, A. Roland Fields und Darrell Silvera für Citizen Kane Cedric Gibbons, Randall Duell und Edwin B. Willis für When Ladies Meet Alexander Golitzen und Richard Irvine für Waffenschmuggler von Kenya Stephen Goosson und Howard Bristol für Die kleinen Füchse John Hughes und Fred M. MacLean für Sergeant York Vincent Korda und Julia Heron für Lord Nelsons letzte Liebe Martin Obzina, Jack Otterson und Russell A. Gausman für Die Abenteurerin John DuCasse Schulze und Edward G. Boyle für Die Stunde der Vergeltung |
| 1942 | Farbe: Cedric Gibbons Urie McCleary Edwin B. Willis                           | Blüten im Staub             | Richard Day, Joseph C. Wright und Thomas Little für König der Toreros Raoul Pene Du Bois und Stephen Seymour für Louisiana Purchase |
| 1943 | Schwarzweiß: Richard Day Joseph C. Wright Thomas Little                       | This Above All              | Lionel Banks, Rudolph Sternad und Fay Babcock für Zeuge der Anklage Ralph Berger und Emile Kuri für Silver Queen Albert S. D’Agostino, A. Roland Fields und Darrell Silvera für Der Glanz des Hauses Amberson Hans Dreier, Roland Anderson und Sam Comer für Liebling, zum Diktat Perry Ferguson und Howard Bristol für Der große Wurf Cedric Gibbons, Randall Duell, Edwin B. Willis und Jack D. Moore für Gefundene Jahre John B. Goodman, Jack Otterson, Russell A. Gausman und Edward R. Robinson für Die Freibeuterin (The Spoilers) Boris Leven für Abrechnung in Shanghai Max Parker, Mark-Lee Kirk und Casey Roberts für Unser trautes Heim                                               |
| 1943 | Farbe: Richard Day Joseph C. Wright Thomas Little                             | Die Königin vom Broadway    | Hans Dreier, Roland Anderson und George Sawley für Piraten im karibischen Meer Alexander Golitzen, Jack Otterson, Russell A. Gausman und Ira Webb für Arabische Nächte Vincent Korda und Julia Heron für Das Dschungelbuch Ted Smith und Casey Roberts für Helden der Lüfte |
| 1944 | Schwarzweiß: James Basevi William S. Darling Thomas Little                    | Das Lied von Bernadette     | Albert S. D’Agostino, Carroll Clark, Darrell Silvera und Harley Miller für Flucht in die Freiheit Hans Dreier, Ernst Fegté und Bertram C. Granger für Fünf Gräber bis Kairo Perry Ferguson und Howard Bristol für The North Star Cedric Gibbons, Paul Groesse, Edwin B. Willis und Hugh Hunt für Madame Curie Carl Jules Weyl und George James Hopkins für Botschafter in Moskau |
| 1944 | Farbe: Alexander Golitzen John B. Goodman Russell A. Gausman Ira Webb         | Phantom der Oper            | James Basevi, Joseph C. Wright und Thomas Little für The Gang’s All Here Hans Dreier, Haldane Douglas und Bertram C. Granger für Wem die Stunde schlägt Cedric Gibbons, Daniel B. Cathcart, Edwin B. Willis und Jacques Mersereau für Nacht der tausend Sterne John Hughes, John Koenig und George James Hopkins für This Is the Army |
| 1945 | Schwarzweiß: Cedric Gibbons William Ferrari Edwin B. Willis Paul Huldschinsky | Das Haus der Lady Alquist   | Lionel Banks, Walter Holscher und Joseph Kish für Address Unknown Albert S. D’Agostino, Carroll Clark, Darrell Silvera und Claude E. Carpenter für Step Lively Hans Dreier, Robert Usher und Sam Comer für Keine Zeit für Liebe Perry Ferguson und Julia Heron für So ein Papa John Hughes und Fred M. MacLean für Die Abenteuer Mark Twains Mark-Lee Kirk und Victor A. Gangelin für Als du Abschied nahmst Lyle R. Wheeler, Leland Fuller und Thomas Little für Laura |
| 1945 | Farbe: Wiard Ihnen Thomas Little                                              | Wilson                      | Lionel Banks, Cary Odell und Fay Babcock für Es tanzt die Göttin Hans Dreier, Raoul Pene Du Bois und Ray Moyer für Die Träume einer Frau Ernst Fegté und Howard Bristol für Das Korsarenschiff Cedric Gibbons, Daniel B. Cathcart, Edwin B. Willis und Richard Pefferle für Kismet John B. Goodman, Alexander Golitzen, Russell A. Gausman und Ira Webb für The Climax Charles Novi und Jack McConaghy für Liebeslied der Wüste |
| 1946 | Schwarzweiß: Wiard Ihnen A. Roland Fields                                     | Spionage in Fernost         | James Basevi, William S. Darling, Thomas Little und Frank E. Hughes für Schlüssel zum Himmelreich Albert S. D’Agostino, Jack Okey, Darrell Silvera und Claude E. Carpenter für Experiment in Terror (Experiment Perilous) Hans Dreier, Roland Anderson, Sam Comer und Ray Moyer für Liebesbriefe Cedric Gibbons, Hans O. Peters, Edwin B. Willis, John Bonar und Hugh Hunt für Das Bildnis des Dorian Gray |
| 1946 | Farbe: Hans Dreier Ernst Fegté Sam Comer                                      | Der Pirat und die Dame      | Cedric Gibbons, Urie McCleary, Edwin B. Willis und Mildred Griffiths für Kleines Mädchen, großes Herz Stephen Goosson, Rudolph Sternad und Frank Tuttle für 1001 Nacht Ted Smith und Jack McConaghy für Ein Mann der Tat Lyle R. Wheeler, Maurice Ransford und Thomas Little für Todsünde |
| 1947 | Schwarzweiß: Lyle R. Wheeler William S. Darling Thomas Little Frank E. Hughes | Anna und der König von Siam | Richard Day, Nathan Juran, Thomas Little und Paul S. Fox für Auf Messers Schneide Hans Dreier, Walter H. Tyler, Sam Comer und Ray Moyer für Eine Lady mit Vergangenheit |
| 1947 | Farbe: Cedric Gibbons Paul Groesse Edwin B. Willis                            | Die Wildnis ruft            | John Bryan für Caesar und Cleopatra Paul Sheriff und Carmen Dillon für Heinrich V. |
| 1948 | Schwarzweiß: John Bryan Wilfred Shingleton                                    | Geheimnisvolle Erbschaft    | Lyle R. Wheeler, Maurice Ransford, Thomas Little und Paul S. Fox für Eine Welt zu Füßen (The Foxes of Harrow) |
| 1948 | Farbe: Alfred Junge                                                           | Die schwarze Narzisse       | Robert M. Haas und George James Hopkins für Unser Leben mit Vater |
| 1949 | Schwarzweiß: Roger K. Furse Carmen Dillon                                     | Hamlet                      | Robert M. Haas und William Wallace für Schweigende Lippen |
| 1949 | Farbe: Hein Heckroth Arthur Lawson                                            | Die roten Schuhe            | Richard Day, Casey Roberts und Joseph Kish für Johanna von Orleans |
| 1950 | Schwarzweiß: John Meehan Harry Horner Emile Kuri                              | Die Erbin                   | Cedric Gibbons, Jack Martin Smith, Edwin B. Willis und Richard Pefferle für Madame Bovary und ihre Liebhaber Lyle R. Wheeler, Joseph C. Wright, Thomas Little und Paul S. Fox für …und der Himmel lacht dazu |
| 1950 | Farbe: Cedric Gibbons Paul Groesse Edwin B. Willis Jack D. Moore              | Kleine tapfere Jo           | Edward Carrere und Lyle B. Reifsnider für Die Liebesabenteuer des Don Juan Jim Morahan, William Kellner und Michael Relph für Königsliebe |

## 1951–1960
| Jahr | Preisträger                                                                             | für den Film                 | Nominierungen |
| ---- | --------------------------------------------------------------------------------------- | ---------------------------- | --- |
| 1951 | Schwarzweiß: Hans Dreier John Meehan Sam Comer Ray Moyer                                | Boulevard der Dämmerung      | Cedric Gibbons, Hans O. Peters, Edwin B. Willis und Hugh Hunt für The Red Danube Lyle R. Wheeler, George W. Davis, Thomas Little und Walter M. Scott für Alles über Eva |
| 1951 | Farbe: Hans Dreier Walter H. Tyler Sam Comer Ray Moyer                                  | Samson und Delilah           | Ernst Fegté und George Sawley für Endstation Mond Cedric Gibbons, Paul Groesse, Edwin B. Willis und Richard Pefferle für Duell in der Manege |
| 1952 | Schwarzweiß: Richard Day George James Hopkins                                           | Endstation Sehnsucht         | Cedric Gibbons, Paul Groesse, Edwin B. Willis und Jack D. Moore für Zu jung zum Küssen (Too Young to Kiss) Lyle R. Wheeler, John DeCuir, Thomas Little und Paul S. Fox für The House on Telegraph Hill Lyle R. Wheeler, Leland Fuller, Thomas Little und Fred J. Rode für Vierzehn Stunden Jean d’Eaubonne für Der Reigen                                                                                         |
| 1952 | Farbe: Cedric Gibbons E. Preston Ames Edwin B. Willis F. Keogh Gleason                  | Ein Amerikaner in Paris      | Hein Heckroth für Hoffmanns Erzählungen William A. Horning, Cedric Gibbons, Edward C. Carfagno und Hugh Hunt für Quo vadis? Lyle R. Wheeler, George W. Davis, Thomas Little und Paul S. Fox für David und Bathseba Lyle R. Wheeler, Leland Fuller, Joseph C. Wright, Thomas Little und Walter M. Scott für An der Riviera                                                                                         |
| 1953 | Schwarzweiß: Cedric Gibbons Edward C. Carfagno Edwin B. Willis F. Keogh Gleason         | Stadt der Illusionen         | So Matsuyama und Haruzō Matsumoto für Rashomon – Das Lustwäldchen Hal Pereira, Roland Anderson und Emile Kuri für Carrie Lyle R. Wheeler, John DeCuir und Walter M. Scott für Meine Cousine Rachel Lyle R. Wheeler, Leland Fuller, Thomas Little und Claude E. Carpenter für Viva Zapata! |
| 1953 | Farbe: Paul Sheriff Marcel Vértes                                                       | Moulin Rouge                 | Richard Day, Antoni Clavé und Howard Bristol für Hans Christian Andersen und die Tänzerin Cedric Gibbons, Paul Groesse, Edwin B. Willis und Arthur Krams für Die lustige Witwe Frank Hotaling, John McCarthy Jr. und Charles S. Thompson für Der Sieger Lyle R. Wheeler, John DeCuir, Thomas Little und Paul S. Fox für Schnee am Kilimandscharo                                                                  |
| 1954 | Schwarzweiß: Cedric Gibbons Edward C. Carfagno Edwin B. Willis Hugh Hunt                | Julius Caesar                | Fritz Maurischat und Paul Markwitz für Martin Luther Hal Pereira und Walter H. Tyler für Ein Herz und eine Krone Lyle R. Wheeler, Leland Fuller und Paul S. Fox für Gefährtin seines Lebens Lyle R. Wheeler, Maurice Ransford und Stuart A. Reiss für Der Untergang der Titanic |
| 1954 | Farbe: Lyle R. Wheeler George W. Davis Walter M. Scott Paul S. Fox                      | Das Gewand                   | Cedric Gibbons, E. Preston Ames, Edward C. Carfagno, Gabriel Scognamillo, Edwin B. Willis, F. Keogh Gleason, Arthur Krams und Jack D. Moore für War es die große Liebe? Cedric Gibbons, Paul Groesse, Edwin B. Willis und Arthur Krams für Lili Cedric Gibbons, Urie McCleary, Edwin B. Willis und Jack D. Moore für Die Thronfolgerin Alfred Junge, Hans O. Peters und John Jarvis für Die Ritter der Tafelrunde |
| 1955 | Schwarzweiß: Richard Day                                                                | Die Faust im Nacken          | Cedric Gibbons, Edward C. Carfagno, Edwin B. Willis und Emile Kuri für Die Intriganten Max Ophüls für Pläsier Hal Pereira, Roland Anderson, Sam Comer und Grace Gregory für Ein Mädchen vom Lande Hal Pereira, Walter H. Tyler, Sam Comer und Ray Moyer für Sabrina |
| 1955 | Farbe: John Meehan Emile Kuri                                                           | 20.000 Meilen unter dem Meer | Malcolm C. Bert, Gene Allen, Irene Sharaff und George James Hopkins für Ein neuer Stern am Himmel Cedric Gibbons, E. Preston Ames, Edwin B. Willis und F. Keogh Gleason für Brigadoon Hal Pereira, Roland Anderson, Sam Comer und Ray Moyer für Red Garters Lyle R. Wheeler, Leland Fuller, Walter M. Scott und Paul S. Fox für Desirée                                                                           |
| 1956 | Schwarzweiß: Hal Pereira Tambi Larsen Sam Comer Arthur Krams                            | Die tätowierte Rose          | Cedric Gibbons, Malcolm Brown, Edwin B. Willis und Hugh Hunt für Und morgen werd’ ich weinen Cedric Gibbons, Randall Duell, Edwin B. Willis und Henry Grace für Die Saat der Gewalt Ted Haworth, Walter M. Simonds und Robert Priestley für Marty Joseph C. Wright und Darrell Silvera für Der Mann mit dem goldenen Arm                                                                                          |
| 1956 | Farbe: William Flannery Jo Mielziner Robert Priestley                                   | Picknick                     | Hal Pereira, J. McMillan Johnson, Sam Comer und Arthur Krams für Über den Dächern von Nizza Oliver Smith, Joseph C. Wright und Howard Bristol für Schwere Jungs – leichte Mädchen Lyle R. Wheeler, George W. Davis, Walter M. Scott und Jack Stubbs für Alle Herrlichkeit auf Erden Lyle R. Wheeler, John DeCuir, Walter M. Scott und Paul S. Fox für Daddy Langbein                                              |
| 1957 | Schwarzweiß: Cedric Gibbons Malcolm Brown Edwin B. Willis F. Keogh Gleason              | Die Hölle ist in mir         | Ross Bellah, William Kiernan und Louis Diage für The Solid Gold Cadillac So Matsuyama für Die sieben Samurai Hal Pereira, A. Earl Hedrick, Sam Comer und Frank R. McKelvy für Auch Helden können weinen Lyle R. Wheeler, Jack Martin Smith, Walter M. Scott und Stuart A. Reiss für Moderne Jugend (Teenage Rebel)                                                                                                |
| 1957 | Farbe: Lyle R. Wheeler John DeCuir Walter M. Scott Paul S. Fox                          | Der König und ich            | Cedric Gibbons, Hans O. Peters, E. Preston Ames, Edwin B. Willis und F. Keogh Gleason für Vincent van Gogh – Ein Leben in Leidenschaft Boris Leven und Ralph S. Hurst für Giganten Hal Pereira, Walter H. Tyler, Albert Nozaki, Sam Comer und Ray Moyer für Die zehn Gebote James W. Sullivan, Ken Adam und Ross Dowd für In 80 Tagen um die Welt                                                                 |
| 1958 | Ted Haworth Robert Priestley                                                            | Sayonara                     | Walter Holscher, William Kiernan und Louis Diage für Pal Joey William A. Horning, Gene Allen, Edwin B. Willis und Richard Pefferle für Die Girls William A. Horning, Urie McCleary, Edwin B. Willis und Hugh Hunt für Das Land des Regenbaums Hal Pereira, George W. Davis, Sam Comer und Ray Moyer für Ein süßer Fratz                                                                                           |
| 1959 | William A. Horning (Posthume Auszeichnung) E. Preston Ames Henry Grace F. Keogh Gleason | Gigi                         | Malcolm C. Bert und George James Hopkins für Die tolle Tante Cary Odell und Louis Diage für Meine Braut ist übersinnlich Hal Pereira, Henry Bumstead, Sam Comer und Frank R. McKelvy für Vertigo – Aus dem Reich der Toten Lyle R. Wheeler, John DeCuir, Walter M. Scott und Paul S. Fox für Ein gewisses Lächeln (A Certain Smile)                                                                               |
| 1960 | Schwarzweiß: Lyle R. Wheeler George W. Davis Walter M. Scott Stuart A. Reiss            | Das Tagebuch der Anne Frank  | Carl Anderson und William Kiernan für Der Zorn des Gerechten Ted Haworth und Edward G. Boyle für Manche mögen’s heiß Oliver Messel, William Kellner und Scott Slimon für Plötzlich im letzten Sommer Hal Pereira, Walter H. Tyler, Sam Comer und Arthur Krams für Viele sind berufen (Career) |
| 1960 | Farbe: William A. Horning (Posthume Auszeichnung) Edward C. Carfagno Hugh Hunt          | Ben Hur                      | John DeCuir und Julia Heron für Der Fischer von Galiläa William A. Horning, Robert F. Boyle, Merrill Pye, Henry Grace und Frank R. McKelvy für Der unsichtbare Dritte Richard H. Riedel, Russell A. Gausman und Ruby R. Levitt für Bettgeflüster Lyle R. Wheeler, Franz Bachelin, Herman A. Blumenthal, Walter M. Scott und Joseph Kish für Die Reise zum Mittelpunkt der Erde                                    |

## 1961–1970
| Jahr | Preisträger | für den Film                      | Nominierungen |
| ---- | --- | --------------------------------- | --- |
| 1961 | Schwarzweiß: Alexandre Trauner Edward G. Boyle | Das Appartement                   | Joseph Hurley, Robert Clatworthy und George Milo für Psycho J. McMillan Johnson, Kenneth A. Reid und Ross Dowd für So eine Affäre Tom Morahan und Lionel Couch für Söhne und Liebhaber Hal Pereira, Walter H. Tyler, Sam Comer und Arthur Krams für Besuch auf einem kleinen Planeten (Visit to a Small Planet)                                                                                       |
| 1961 | Farbe: Alexander Golitzen Eric Orbom (Posthume Auszeichnung) Russell A. Gausman Julia Heron                                                              | Spartacus                         | Edward Carrere und George James Hopkins für Sunrise at Campobello George W. Davis, Addison Hehr, Henry Grace, Hugh Hunt und Otto Siegel für Cimarron Ted Haworth und William Kiernan für Pepe – Was kann die Welt schon kosten Hal Pereira, Roland Anderson, Sam Comer und Arrigo Breschi für Es begann in Neapel                                                                                     |
| 1962 | Schwarzweiß: Harry Horner Gene Callahan | Haie der Großstadt                | Fernando Carrere und Edward G. Boyle für Infam Carroll Clark, Emile Kuri und Hal Gausman für Der fliegende Pauker Piero Gherardi für Das süße Leben Rudolph Sternad und George Milo für Urteil von Nürnberg |
| 1962 | Farbe: Boris Leven Victor A. Gangelin | West Side Story                   | Veniero Colasanti und John Moore für El Cid Alexander Golitzen, Joseph C. Wright und Howard Bristol für Mandelaugen und Lotosblüten Hal Pereira, Roland Anderson, Sam Comer und Ray Moyer für Frühstück bei Tiffany Hal Pereira, Walter H. Tyler, Sam Comer und Arthur Krams für Sommer und Rauch |
| 1963 | Schwarzweiß: Alexander Golitzen Henry Bumstead Oliver Emert                                                                                              | Wer die Nachtigall stört          | George W. Davis, Edward C. Carfagno, Henry Grace und Richard Pefferle für Zeit der Anpassung (Period of Adjustment) Ted Haworth, Léon Barsacq, Vincent Korda und Gabriel Béchir für Der längste Tag Hal Pereira, Roland Anderson, Sam Comer und Frank R. McKelvy für Es begann in Rom Joseph C. Wright und George James Hopkins für Die Tage des Weines und der Rosen                                 |
| 1963 | Farbe: John Box John Stoll Dario Simoni | Lawrence von Arabien              | George W. Davis, Edward C. Carfagno, Henry Grace und Richard Pefferle für Die Wunderwelt der Gebrüder Grimm George W. Davis, J. McMillan Johnson, Henry Grace und Hugh Hunt für Meuterei auf der Bounty Alexander Golitzen, Robert Clatworthy und George Milo für Ein Hauch von Nerz Paul Groesse und George James Hopkins für Music Man                                                              |
| 1964 | Schwarzweiß: Gene Callahan | Die Unbezwingbaren                | George W. Davis, Paul Groesse, Henry Grace und Hugh Hunt für Rufmord Piero Gherardi für Achteinhalb Hal Pereira, Roland Anderson, Sam Comer und Grace Gregory für Verliebt in einen Fremden Hal Pereira, Tambi Larsen, Sam Comer und Robert R. Benton für Der Wildeste unter Tausend |
| 1964 | Farbe: John DeCuir Jack Martin Smith Hilyard M. Brown Herman A. Blumenthal Elven Webb Maurice Pelling Boris Juraga Walter M. Scott Paul S. Fox Ray Moyer | Cleopatra                         | Ralph Brinton, Ted Marshall, Jocelyn Herbert und Josie MacAvin für Tom Jones – Zwischen Bett und Galgen George W. Davis, William Ferrari, Addison Hehr, Henry Grace, Don Greenwood junior und Jack Mills für Das war der Wilde Westen Hal Pereira, Roland Anderson, Sam Comer und James W. Payne für Wenn mein Schlafzimmer sprechen könnte Lyle R. Wheeler und Gene Callahan für Der Kardinal        |
| 1965 | Schwarzweiß: Vassilis Photopoulos | Alexis Sorbas                     | George W. Davis, Hans O. Peters, Elliot Scott, Henry Grace und Robert R. Benton für Nur für Offiziere William Glasgow und Raphael Bretton für Wiegenlied für eine Leiche Stephen B. Grimes für Die Nacht des Leguan Cary Odell und Edward G. Boyle für Sieben Tage im Mai |
| 1965 | Farbe: Gene Allen Cecil Beaton George James Hopkins | My Fair Lady                      | John Bryan, Maurice Carter, Patrick McLoughlin und Robert Cartwright für Becket Carroll Clark, William H. Tuntke, Emile Kuri und Hal Gausman für Mary Poppins George W. Davis, E. Preston Ames, Henry Grace und Hugh Hunt für Goldgräber-Molly Jack Martin Smith, Ted Haworth, Walter M. Scott und Stuart A. Reiss für Immer mit einem anderen                                                        |
| 1966 | Schwarzweiß: Robert Clatworthy Joseph Kish | Das Narrenschiff                  | George W. Davis, Urie McCleary, Henry Grace und Charles S. Thompson für Träumende Lippen Hal Pereira, Jack Poplin, Robert R. Benton und Joseph Kish für Stimme am Telefon Hal Pereira, Tambi Larsen, Ted Marshall und Josie MacAvin für Der Spion, der aus der Kälte kam Robert Emmet Smith und Frank Tuttle für Sie nannten ihn King                                                                 |
| 1966 | Farbe: John Box Terence Marsh Dario Simoni | Doktor Schiwago                   | Robert Clatworthy und George James Hopkins für Verdammte, süße Welt Richard Day, William J. Creber, David S. Hall, Ray Moyer, Fred M. MacLean und Norman Rockett für Die größte Geschichte aller Zeiten John DeCuir, Jack Martin Smith und Dario Simoni für Michelangelo – Inferno und Ekstase Boris Leven, Walter M. Scott und Ruby R. Levitt für Meine Lieder – meine Träume                        |
| 1967 | Schwarzweiß: Richard Sylbert George James Hopkins | Wer hat Angst vor Virginia Woolf? | George W. Davis, Paul Groesse, Henry Grace und Hugh Hunt für Gesicht ohne Namen Willy Holt, Marc Frédérix und Pierre Guffroy für Brennt Paris? Robert Luthardt und Edward G. Boyle für Der Glückspilz Luigi Scaccianoce für Das 1. Evangelium – Matthäus |
| 1967 | Farbe: Jack Martin Smith Dale Hennesy Walter M. Scott Stuart A. Reiss                                                                                    | Die phantastische Reise           | Piero Gherardi für Julia und die Geister Alexander Golitzen, George C. Webb, John McCarthy Jr. und John P. Austin für Das Mädchen aus der Cherry-Bar Boris Leven, Walter M. Scott, John Sturtevant und William Kiernan für Kanonenboot am Yangtse-Kiang Hal Pereira, Arthur Lonergan, Robert R. Benton und James W. Payne für … denn keiner ist ohne Schuld                                           |
| 1968 | John Truscott Edward Carrere John Brown | Camelot – Am Hofe König Arthurs   | Mario Chiari, Jack Martin Smith, Ed Graves, Walter M. Scott und Stuart A. Reiss für Doktor Dolittle Robert Clatworthy und Frank Tuttle für Rat mal, wer zum Essen kommt Alexander Golitzen, George C. Webb und Howard Bristol für Modern Millie – Reicher Mann gesucht Lorenzo Mongiardino, John DeCuir, Elven Webb, Giuseppe Mariani, Dario Simoni und Luigi Gervasi für Der Widerspenstigen Zähmung |
| 1969 | John Box Terence Marsh Vernon Dixon Ken Muggleston | Oliver                            | Michail Bogdanow, Gennadi Mjasnikow, Georgi Koschelew und Wladimir Uwarow für Krieg und Frieden George W. Davis und Edward C. Carfagno für In den Schuhen des Fischers Boris Leven, Walter M. Scott und Howard Bristol für Star! Tony Masters, Harry Lange und Ernest Archer für 2001: Odyssee im Weltraum                                                                                            |
| 1970 | John DeCuir Jack Martin Smith Herman A. Blumenthal Walter M. Scott George James Hopkins Raphael Bretton                                                  | Hello, Dolly!                     | Robert F. Boyle, George B. Chan, Edward G. Boyle und Carl Biddiscombe für Gaily, Gaily Maurice Carter, Lionel Couch und Patrick McLoughlin für Königin für tausend Tage Alexander Golitzen, George C. Webb und Jack D. Moore für Sweet Charity Harry Horner und Frank R. McKelvy für Nur Pferden gibt man den Gnadenschuß                                                                             |

## 1971–1980
| Jahr | Preisträger                                                     | für den Film               | Nominierungen |
| ---- | --------------------------------------------------------------- | -------------------------- | --- |
| 1971 | Urie McCleary Gil Parrondo Antonio Mateos Pierre-Louis Thévenet | Patton – Rebell in Uniform | Alexander Golitzen, E. Preston Ames, Jack D. Moore und Mickey S. Michaels für Airport Tambi Larsen und Darrell Silvera für Verflucht bis zum jüngsten Tag Terence Marsh, Robert Cartwright und Pamela Cornell für Scrooge Jack Martin Smith, Muraki Yoshirō, Richard Day, Taizō Kawashima, Walter M. Scott, Norman Rockett und Carl Biddiscombe für Tora! Tora! Tora!       |
| 1972 | John Box Ernest Archer Jack Maxsted Gil Parrondo Vernon Dixon   | Nikolaus und Alexandra     | Robert F. Boyle, Michael Stringer und Peter Lamont für Anatevka Boris Leven, William H. Tuntke und Ruby R. Levitt für Andromeda – Tödlicher Staub aus dem All John B. Mansbridge, Peter Ellenshaw, Emile Kuri und Hal Gausman für Die tollkühne Hexe in ihrem fliegenden Bett Terence Marsh, Robert Cartwright und Peter Howitt für Maria Stuart, Königin von Schottland    |
| 1973 | Rolf Zehetbauer Hans-Jürgen Kiebach Herbert Strabel             | Cabaret                    | Carl Anderson und Reg Allen für Lady Sings the Blues Don Ashton, Geoffrey Drake, John Graysmark, William Hutchinson und Peter James für Der junge Löwe John Box, Gil Parrondo und Robert W. Laing für Reisen mit meiner Tante William J. Creber und Raphael Bretton für Die Höllenfahrt der Poseidon                                                                        |
| 1974 | Henry Bumstead James W. Payne                                   | Der Clou                   | Stephen B. Grimes und William Kiernan für So wie wir waren Philip M. Jefferies und Robert De Vestel für Tom Sawyers Abenteuer Bill Malley und Jerry Wunderlich für Der Exorzist Lorenzo Mongiardino, Gianni Quaranta und Carmelo Patrono für Bruder Sonne, Schwester Mond                                                                                                   |
| 1975 | Dean Tavoularis Angelo P. Graham George R. Nelson               | Der Pate – Teil II         | William J. Creber, Ward Preston und Raphael Bretton für Flammendes Inferno Peter Ellenshaw, John B. Mansbridge, Walter H. Tyler, Al Roelofs und Hal Gausman für Insel am Ende der Welt Alexander Golitzen, E. Preston Ames und Frank R. McKelvy für Erdbeben Richard Sylbert, W. Stewart Campbell und Ruby R. Levitt für Chinatown                                          |
| 1976 | Ken Adam Roy Walker Vernon Dixon                                | Barry Lyndon               | Albert Brenner und Marvin March für Die Sunny Boys Edward C. Carfagno und Frank R. McKelvy für Die Hindenburg Richard Sylbert, W. Stewart Campbell und George Gaines für Shampoo Alexandre Trauner, Tony Inglis und Peter James für Der Mann, der König sein wollte |
| 1977 | George Jenkins George Gaines                                    | Die Unbestechlichen        | Robert F. Boyle und Arthur Jeph Parker für Der letzte Scharfschütze Gene Callahan, Jack T. Collis und Jerry Wunderlich für Der letzte Tycoon Dale Hennesy und Robert De Vestel für Flucht ins 23. Jahrhundert Elliot Scott und Norman Reynolds für Die unglaubliche Sarah                                                                                                   |
| 1978 | Jonathan Barry Norman Reynolds Leslie Dilley Roger Christian    | Krieg der Sterne           | Ken Adam, Peter Lamont und Hugh Scaife für James Bond 007 – Der Spion, der mich liebte Joe Alves, Daniel A. Lomino und Phil Abramson für Unheimliche Begegnung der dritten Art Albert Brenner und Marvin March für Am Wendepunkt George C. Webb und Mickey S. Michaels für Verschollen im Bermuda-Dreieck                                                                   |
| 1979 | Paul Sylbert Edwin O’Donovan George Gaines                      | Der Himmel soll warten     | Mel Bourne und Daniel Robert für Innenleben Albert Brenner und Marvin March für Das verrückte California-Hotel Dean Tavoularis, Angelo P. Graham und George R. Nelson für Das große Dings bei Brinks Tony Walton, Philip Rosenberg, Edward Stewart und Robert Drumheller für The Wiz – Das zauberhafte Land                                                                 |
| 1980 | Philip Rosenberg Tony Walton Edward Stewart Gary J. Brink       | Hinter dem Rampenlicht     | George Jenkins und Arthur Jeph Parker für Das China-Syndrom Harold Michelson, Joseph R. Jennings, Leon Harris, John Vallone und Linda DeScenna für Star Trek: Der Film Michael Seymour, Leslie Dilley, Roger Christian und Ian Whittaker für Alien – Das unheimliche Wesen aus einer fremden Welt Dean Tavoularis, Angelo P. Graham und George R. Nelson für Apocalypse Now |

## 1981–1990
| Jahr | Preisträger                                                     | für den Film                  | Nominierungen |
| ---- | --------------------------------------------------------------- | ----------------------------- | --- |
| 1981 | Pierre Guffroy Jack Stephens                                    | Tess                          | John W. Corso und John M. Dwyer für Nashville Lady Stuart Craig, Robert Cartwright und Hugh Scaife für Der Elefantenmensch Muraki Yoshirō für Kagemusha – Der Schatten des Kriegers Norman Reynolds, Leslie Dilley, Harry Lange, Alan Tomkins und Michael D. Ford für Das Imperium schlägt zurück                                                               |
| 1982 | Norman Reynolds Leslie Dilley Michael D. Ford                   | Jäger des verlorenen Schatzes | Assheton Gorton und Ann Mollo für Die Geliebte des französischen Leutnants John Graysmark, Patrizia von Brandenstein, Tony Reading, George DeTitta Sr., George DeTitta Jr. und Peter Howitt für Ragtime Tambi Larsen und James L. Berkey für Heaven’s Gate Richard Sylbert und Michael Seirton für Reds                                                         |
| 1983 | Stuart Craig Robert W. Laing Michael Seirton                    | Gandhi                        | Dale Hennesy und Marvin March für Annie Rodger Maus, Tim Hutchinson, William Craig Smith und Harry Cordwell für Victor/Victoria Lawrence G. Paull, David L. Snyder und Linda DeScenna für Blade Runner Franco Zeffirelli und Gianni Quaranta für La Traviata |
| 1984 | Anna Asp Susanne Lingheim                                       | Fanny und Alexander           | Geoffrey Kirkland, Richard Lawrence, W. Stewart Campbell, Peter R. Romero, Jim Poynter und George R. Nelson für Der Stoff, aus dem die Helden sind Polly Platt und Tom Pedigo für Zeit der Zärtlichkeit Norman Reynolds, Fred Hole, James L. Schoppe und Michael D. Ford für Die Rückkehr der Jedi-Ritter Roy Walker, Leslie Tomkins und Tessa Davies für Yentl |
| 1985 | Patrizia von Brandenstein Karel Černý                           | Amadeus                       | Mel Bourne, Angelo P. Graham und Bruce Weintraub für Der Unbeugsame John Box und Hugh Scaife für Reise nach Indien Albert Brenner und Rick Simpson für 2010: Das Jahr, in dem wir Kontakt aufnehmen Richard Sylbert und George Gaines für Cotton Club |
| 1986 | Stephen B. Grimes Josie MacAvin                                 | Jenseits von Afrika           | Norman Garwood und Maggie Gray für Brazil Stan Jolley und John H. Anderson für Der einzige Zeuge Muraki Yoshirō und Shinobu Muraki für Ran J. Michael Riva, Bo Welch und Linda DeScenna für Die Farbe Lila |
| 1987 | Gianni Quaranta Brian Ackland-Snow Brian Savegar Elio Altramura | Zimmer mit Aussicht           | Stuart Craig und Jack Stephens für Mission Peter Lamont und Crispian Sallis für Aliens – Die Rückkehr Boris Leven und Karen O’Hara für Die Farbe des Geldes Stuart Wurtzel und Carol Joffe für Hannah und ihre Schwestern |
| 1988 | Ferdinando Scarfiotti Bruno Cesari Osvaldo Desideri             | Der letzte Kaiser             | Santo Loquasto, Carol Joffe, Leslie Bloom und George DeTitta Jr. für Radio Days Anthony Pratt und Joanne Woollard für Hope and Glory Norman Reynolds und Harry Cordwell für Das Reich der Sonne Patrizia von Brandenstein, William A. Elliott und Hal Gausman für The Untouchables – Die Unbestechlichen                                                        |
| 1989 | Stuart Craig Gérard James                                       | Gefährliche Liebschaften      | Albert Brenner und Garrett Lewis für Freundinnen Ida Random und Linda DeScenna für Rain Man Elliot Scott und Peter Howitt für Falsches Spiel mit Roger Rabbit Dean Tavoularis und Armin Ganz für Tucker |
| 1990 | Anton Furst Peter Young                                         | Batman                        | Leslie Dilley und Anne Kuljian für Abyss Dante Ferretti und Francesca Lo Schiavo für Die Abenteuer des Baron Münchhausen Norman Garwood und Garrett Lewis für Glory Bruno Rubeo und Crispian Sallis für Miss Daisy und ihr Chauffeur |

## 1991–2000
| Jahr | Preisträger                     | für den Film                                   | Nominierungen |
| ---- | ------------------------------- | ---------------------------------------------- | --- |
| 1991 | Richard Sylbert Rick Simpson    | Dick Tracy                                     | Jeffrey Beecroft und Lisa Dean für Der mit dem Wolf tanzt Dante Ferretti und Francesca Lo Schiavo für Hamlet Ezio Frigerio und Jacques Rouxel für Cyrano de Bergerac Dean Tavoularis und Gary Fettis für Der Pate III                                    |
| 1992 | Dennis Gassner Nancy Haigh      | Bugsy                                          | Mel Bourne und Cindy Carr für König der Fischer Norman Garwood und Garrett Lewis für Hook Dennis Gassner und Nancy Haigh für Barton Fink Paul Sylbert und Caryl Heller für Herr der Gezeiten                                                             |
| 1993 | Luciana Arrighi Ian Whittaker   | Wiedersehen in Howards End                     | Henry Bumstead und Janice Blackie-Goodine für Erbarmungslos Stuart Craig und Chris A. Butler für Chaplin Thomas E. Sanders und Garrett Lewis für Bram Stoker’s Dracula Ferdinando Scarfiotti und Linda DeScenna für Toys                                 |
| 1994 | Allan Starski Ewa Braun         | Schindlers Liste                               | Ken Adam und Marvin March für Die Addams Family in verrückter Tradition Luciana Arrighi und Ian Whittaker für Was vom Tage übrig blieb Dante Ferretti und Robert J. Franco für Zeit der Unschuld Ben van Os und Jan Roelfs für Orlando                   |
| 1995 | Ken Adam Carolyn Scott          | King George – Ein Königreich für mehr Verstand | Rick Carter und Nancy Haigh für Forrest Gump Dante Ferretti und Francesca Lo Schiavo für Interview mit einem Vampir Lilly Kilvert und Dorree Cooper für Legenden der Leidenschaft Santo Loquasto und Susan Bode für Bullets Over Broadway                |
| 1996 | Eugenio Zanetti                 | Restoration – Zeit der Sinnlichkeit            | Tony Burrough für Richard III. Michael Corenblith und Merideth Boswell für Apollo 13 Roger Ford und Kerrie Brown für Ein Schweinchen namens Babe Bo Welch und Cheryl Carasik für Little Princess                                                         |
| 1997 | Stuart Craig Stephenie McMillan | Der englische Patient                          | Tim Harvey für Hamlet Catherine Martin und Brigitte Broch für William Shakespeares Romeo + Julia Brian Morris und Philippe Turlure für Evita Bo Welch und Cheryl Carasik für The Birdcage – Ein Paradies für schrille Vögel                              |
| 1998 | Peter Lamont Michael D. Ford    | Titanic                                        | Dante Ferretti und Francesca Lo Schiavo für Kundun Jeannine C. Oppewall und Jay Hart für L.A. Confidential Jan Roelfs und Nancy Nye für Gattaca Bo Welch und Cheryl Carasik für Men in Black                                                             |
| 1999 | Martin Childs Jill Quertier     | Shakespeare in Love                            | John Myhre und Peter Howitt für Elizabeth Jeannine C. Oppewall und Jay Hart für Pleasantville – Zu schön, um wahr zu sein Thomas E. Sanders und Lisa Dean für Der Soldat James Ryan Eugenio Zanetti und Cindy Carr für Hinter dem Horizont               |
| 2000 | Rick Heinrichs Peter Young      | Sleepy Hollow                                  | Luciana Arrighi und Ian Whittaker für Anna und der König David Gropman und Beth A. Rubino für Gottes Werk & Teufels Beitrag Eve Stewart und John Bush für Topsy-Turvy – Auf den Kopf gestellt Roy Walker und Bruno Cesari für Der talentierte Mr. Ripley |

## 2001–2010
| Jahr | Preisträger                               | für den Film                                               | Nominierungen |
| ---- | ----------------------------------------- | ---------------------------------------------------------- | --- |
| 2001 | Timmy Yip                                 | Tiger and Dragon                                           | Françoise Benoît-Fresco, Jean Rabasse für Vatel Merideth Boswell, Michael Corenblith für Der Grinch Martin Childs, Jill Quertier für Quills – Macht der Besessenheit Arthur Max, Crispian Sallis für Gladiator                                                              |
| 2002 | Brigitte Broch Catherine Martin           | Moulin Rouge                                               | Stephen Altman, Anna Pinnock für Gosford Park Aline Bonetto, Marie-Laure Valla für Die fabelhafte Welt der Amélie Stuart Craig, Stephenie McMillan für Harry Potter und der Stein der Weisen Dan Hennah, Grant Major für Der Herr der Ringe: Die Gefährten                  |
| 2003 | John Myhre Gordon Sim                     | Chicago                                                    | Felipe Fernández del Paso, Hania Robledo für Frida Dante Ferretti, Francesca Lo Schiavo für Gangs of New York Dennis Gassner, Nancy Haigh für Road to Perdition Dan Hennah, Alan Lee, Grant Major für Der Herr der Ringe: Die zwei Türme                                    |
| 2004 | Dan Hennah Alan Lee Grant Major           | Der Herr der Ringe: Die Rückkehr des Königs                | Robert Gould, William Sandell für Master & Commander – Bis ans Ende der Welt Cecile Heideman, Ben van Os für Das Mädchen mit dem Perlenohrring Lilly Kilvert, Gretchen Rau für Last Samurai Jeannine C. Oppewall, Leslie A. Pope für Seabiscuit – Mit dem Willen zum Erfolg |
| 2005 | Dante Ferretti Francesca Lo Schiavo       | Aviator                                                    | Celia Bobak, Anthony Pratt für Das Phantom der Oper Aline Bonetto für Mathilde – Eine große Liebe Cheryl Carasik, Rick Heinrichs für Lemony Snicket – Rätselhafte Ereignisse Trisha Edwards, Gemma Jackson für Wenn Träume fliegen lernen                                   |
| 2006 | John Myhre Gretchen Rau                   | Die Geisha                                                 | James D. Bissell, Jan Pascale für Good Night, and Good Luck Simon Bright, Dan Hennah, Grant Major für King Kong Stuart Craig, Stephenie McMillan für Harry Potter und der Feuerkelch Sarah Greenwood, Katie Spencer für Stolz und Vorurteil                                 |
| 2007 | Eugenio Caballero Pilar Revuelta          | Pans Labyrinth                                             | Cheryl Carasik, Rick Heinrichs für Pirates of the Caribbean – Fluch der Karibik 2 Nathan Crowley, Julie Ochipinti für Prestige – Die Meister der Magie Nancy Haigh, John Myhre für Dreamgirls Jeannine C. Oppewall, Gretchen Rau, Leslie E. Rollins für Der gute Hirte      |
| 2008 | Dante Ferretti Francesca Lo Schiavo       | Sweeney Todd – Der teuflische Barbier aus der Fleet Street | Jim Erickson, Jack Fisk für There Will Be Blood Dennis Gassner, Anna Pinnock für Der Goldene Kompass Sarah Greenwood, Katie Spencer für Abbitte Arthur Max, Beth A. Rubino für American Gangster                                                                            |
| 2009 | Donald Graham Burt Victor J. Zolfo        | Der seltsame Fall des Benjamin Button                      | Rebecca Alleway, Michael Carlin für Die Herzogin Nathan Crowley, Peter Lando für The Dark Knight Gary Fettis, James J. Murakami für Der fremde Sohn Debra Schutt, Kristi Zea für Zeiten des Aufruhrs                                                                        |
| 2010 | Rick Carter Robert Stromberg Kim Sinclair | Avatar – Aufbruch nach Pandora                             | Maggie Gray, Patrice Vermette für Victoria, die junge Königin Sarah Greenwood, Katie Spencer für Sherlock Holmes Anastasia Masaro, Caroline Smith, David Warren für Das Kabinett des Doktor Parnassus John Myhre, Gordon Sim für Nine                                       |

## 2011–2020
| Jahr | Preisträger                                           | für den Film                              | Nominierungen |
| ---- | ----------------------------------------------------- | ----------------------------------------- | --- |
| 2011 | Robert Stromberg Karen O’Hara                         | Alice im Wunderland                       | Stuart Craig und Stephenie McMillan für Harry Potter und die Heiligtümer des Todes – Teil 1 Guy Hendrix Dyas, Larry Dias und Douglas A. Mowat für Inception Eve Stewart und Judy Farr für The King’s Speech Jess Gonchor und Nancy Haigh für True Grit                          |
| 2012 | Dante Ferretti Francesca Lo Schiavo                   | Hugo Cabret                               | Laurence Bennett und Robert Gould für The Artist Rick Carter und Lee Sandales für Gefährten Stuart Craig und Stephenie McMillan für Harry Potter und die Heiligtümer des Todes – Teil 2 Anne Seibel und Hélène Dubreuil für Midnight in Paris                                   |
| 2013 | Rick Carter Jim Erickson                              | Lincoln                                   | Sarah Greenwood und Katie Spencer für Anna Karenina Dan Hennah, Ra Vincent und Simon Bright für Der Hobbit: Eine unerwartete Reise Eve Stewart und Anna Lynch-Robinson für Les Misérables David Gropman und Anna Pinnock für Life of Pi: Schiffbruch mit Tiger                  |
| 2014 | Catherine Martin Beverley Dunn                        | Der große Gatsby                          | Adam Stockhausen und Alice Baker für 12 Years a Slave Judy Becker und Heather Loeffler für American Hustle Andy Nicholson, Rosie Goodwin und Joanne Woollard für Gravity K. K. Barrett und Gene Serdena für Her                                                                 |
| 2015 | Adam Stockhausen Anna Pinnock                         | Grand Budapest Hotel                      | Maria Djurkovic und Tatiana Macdonald für The Imitation Game – Ein streng geheimes Leben Nathan Crowley und Gary Fettis für Interstellar Dennis Gassner und Anna Pinnock für Into the Woods Suzie Davies und Charlotte Watts für Mr. Turner – Meister des Lichts                |
| 2016 | Colin Gibson Lisa Thompson                            | Mad Max: Fury Road                        | Adam Stockhausen, Rena DeAngelo und Bernhard Henrich für Bridge of Spies – Der Unterhändler Eve Stewart und Michael Standish für The Danish Girl Arthur Max und Celia Bobak für Der Marsianer – Rettet Mark Watney Jack Fisk und Hamish Purdy für The Revenant – Der Rückkehrer |
| 2017 | David Wasco Sandy Reynolds-Wasco                      | La La Land                                | Patrice Vermette und Paul Hotte für Arrival Stuart Craig und Anna Pinnock für Phantastische Tierwesen & wo sie zu finden sind Jess Gonchor und Nancy Haigh für Hail, Caesar! Guy Hendrix Dyas und Gene Serdena für Passengers                                                   |
| 2018 | Paul Denham Austerberry Shane Vieau Jeffrey A. Melvin | Shape of Water – Das Flüstern des Wassers | Sarah Greenwood und Katie Spencer für Die Schöne und das Biest Dennis Gassner und Alessandra Querzola für Blade Runner 2049 Sarah Greenwood und Katie Spencer für Die dunkelste Stunde Nathan Crowley und Gary Fettis für Dunkirk                                               |
| 2019 | Hannah Beachler Jay Hart                              | Black Panther                             | Fiona Crombie und Alice Felton für The Favourite – Intrigen und Irrsinn Nathan Crowley und Kathy Lucas für Aufbruch zum Mond John Myhre und Gordon Sim für Mary Poppins’ Rückkehr Eugenio Caballero und Bárbara Enríquez für Roma                                               |
| 2020 | Barbara Ling Nancy Haigh                              | Once Upon a Time in Hollywood             | Bob Shaw und Regina Graves für The Irishman Ra Vincent und Nora Sopková für Jojo Rabbit Dennis Gassner und Lee Sandales für 1917 Lee Ha-joon für Parasite |

## 2021–2030
| Jahr | Preisträger                            | für den Film           | Nominierungen |
| ---- | -------------------------------------- | ---------------------- | --- |
| 2021 | Donald Graham Burt Jan Pascale         | Mank                   | David Crank und Elizabeth Keenan für Neues aus der Welt Nathan Crowley und Kathy Lucas für Tenet Peter Francis und Cathy Featherstone für The Father Mark Ricker, Karen O’Hara und Diana Stoughton für Ma Rainey’s Black Bottom                       |
| 2022 | Zsuzsanna Sipos Patrice Vermette       | Dune                   | Rena DeAngelo und Adam Stockhausen für West Side Story Stefan Dechant und Nancy Haigh für Macbeth Tamara Deverell und Shane Vieau für Nightmare Alley Grant Major und Amber Richards für The Power of the Dog                                         |
| 2023 | Christian M. Goldbeck Ernestine Hipper | Im Westen nichts Neues | Rick Carter und Karen O’Hara für Die Fabelmans Dylan Cole, Ben Procter und Vanessa Cole für Avatar: The Way of Water Florencia Martin und Anthony Carlino für Babylon – Rausch der Ekstase Catherine Martin, Karen Murphy und Beverley Dunn für Elvis |
| 2024 | Shona Heath Zsuzsa Mihalek James Price | Poor Things            | Jack Fisk und Adam Willis für Killers of the Flower Moon Sarah Greenwood und Katie Spencer für Barbie Elli Griff und Arthur Max für Napoleon Ruth De Jong und Claire Kaufman für Oppenheimer                                                          |
| 2025 | Nathan Crowley Lee Sandales            | Wicked                 | Judy Becker und Patricia Cuccia für Der Brutalist Beatrice Brentnerová und Craig Lathrop für Nosferatu – Der Untote Suzie Davies und Cynthia Sleiter für Konklave Patrice Vermette und Shane Vieau für Dune: Part Two                                 |